# Nanoose Bay Forest
Der Nanoose Bay Forest, auch DL33 genannt, ist ein 60 Hektar großes Waldgebiet im Südosten von Vancouver Island, der größten Insel vor der Westküste Kanadas. Es wurde zuletzt um 1920 teilweise abgeholzt und war ab 2009, obwohl er ein seltenes Biotop darstellt, zum Fällen freigegeben. Zahlreiche Organisationen und Gemeinden wehrten sich dagegen, darunter das benachbarte Nanaimo. Dennoch begann Mitte November 2011 der Holzeinschlag.

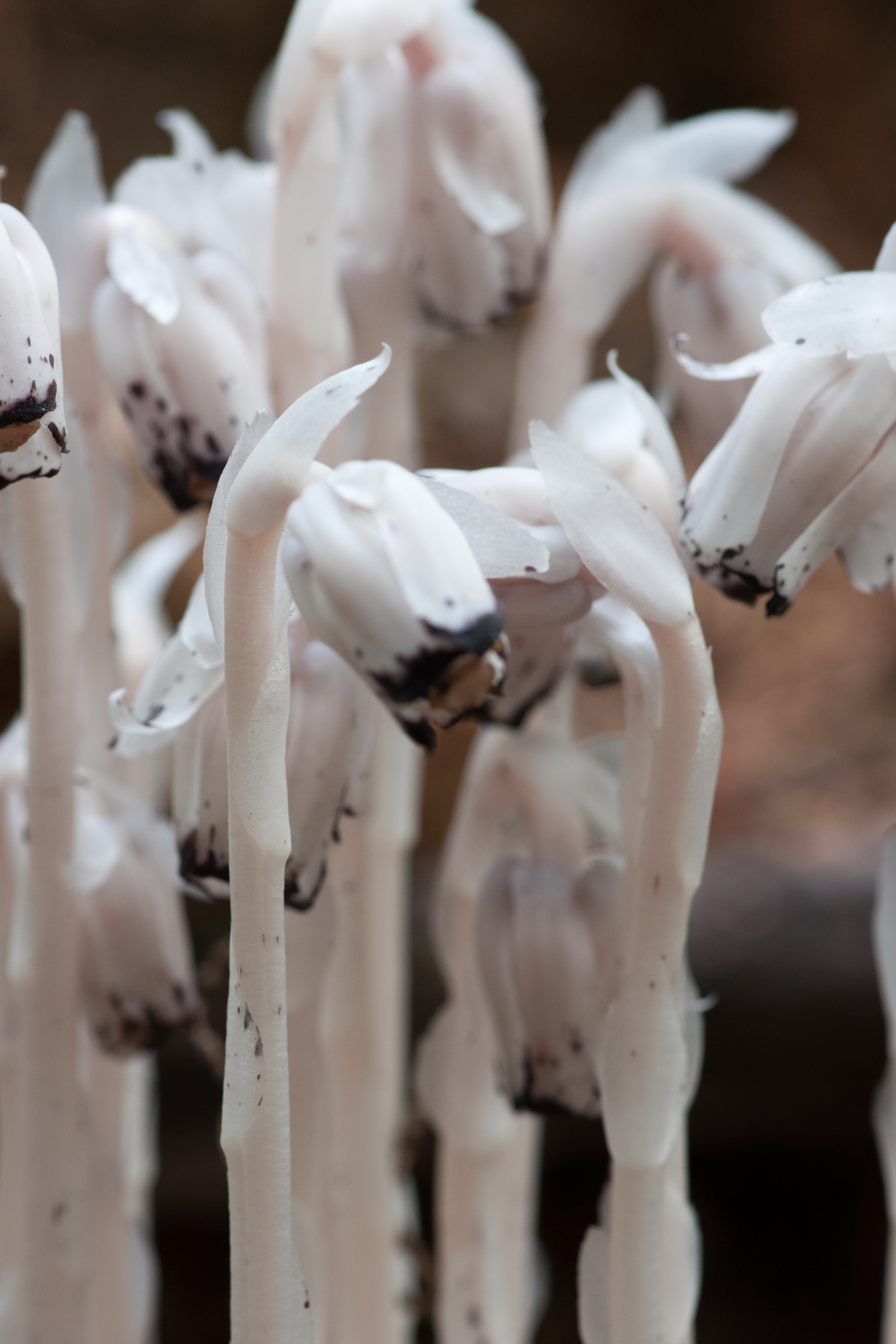
Monotropa uniflora, auch Indian pipe genannt, eine Pflanze ohne Chlorophyll

Das Waldgebiet ist Repräsentant eines äußerst seltenen Ökosystems, das nur noch im Georgia Basin (auch Georgia Depression genannt) und auf den San Juan Islands existiert, also in den küstennahen Gebieten von British Columbia und im nach Süden angrenzenden US-Bundesstaat Washington. Zu den seltenen Pflanzen zählt etwa Monotropa uniflora, eine Pflanze ohne Chlorophyll, die auch Indian pipe genannt wird. Zudem finden sich hier Douglasien, deren Bestände auf Vancouver Island fast vollständig gefällt worden sind – sie existieren nur noch auf rund 1100 Hektar ungestörter Waldbestände (von ehemals rund 220.000 Hektar).
Die Nanoose Streamkeepers Society bemüht sich seit langem um den Schutz des Gebiets und hat sich etwa um den Erhalt der Laichgründe der dortigen Lachse bemüht. Die Gesellschaft konnte nachweisen, dass rund 400 Insektenarten allein von den Kronen der Douglasien abhängig sind. Darüber hinaus stellen der Nanoose Creek und die umliegenden Feuchtgebiete (Coastal Douglas-fir Moist Maritime wetland) eine wichtige Voraussetzung für die Grund- und Trinkwasserversorgung der umgebenden Orte dar.
Der Nanoose Bay Forest befindet sich auf Kronland und ist damit Eigentum der Provinz British Columbia. Hingegen ist das umgebende Land Privatbesitz, wo die Baumbestände seit langem gefällt worden sind. 2005 stellte das Conservation Data Center fest, dass 20 Pflanzengesellschaften vom Aussterben bedroht waren, 2007 waren es 29, 2010 bereits 35. Dazu zählt etwa die Douglasie, die als küstennaher Bewohner auf der Insel fast verschwunden ist. Im November 2009 gestattete das zuständige Ministry of Forests and Range dennoch die Abholzung des Gebiets. Eine Genehmigung zum Fällen (harvesting licence) ist bereits erteilt worden. Hingegen hielt das Umweltministerium das Gebiet für überaus schützenswert, was Studien in den Jahren 1997 und 2004 bestätigten.
Die Einschlaglizenz sollte an eine der First Nations gehen, an die vom Department of Indian Affairs and Northern Development Nanoose genannte Snaw-Naw-As First Nation. Dementsprechend fürchteten Umweltschützer, und -verbände wie das Western Canada Wilderness Committee, dass deren Interessen gegen die ökologischen ausgespielt werden sollen.
Die Association of Vancouver Island and Coastal Communities, in der sich die 51 Gemeinden und Regionaldistrikte der Südhälfte der Insel zusammenfanden, und die Anfang April 2010 in Powell River tagte, reichte eine Eilresolution ein. Der Regional District of Nanaimo forderte den Schutz der letzten Douglasienbestände und verlangt ein Moratorium. Minister Pat Bell stellte zwar im Juli 2010 einige Gebiete (40 % der im Besitz der Provinz befindlichen Bestände, damit rund 9 % der Gesamtbestände auf Vancouver Island, letztlich aber nur 6 %.) mit Douglasienbeständen unter Schutz, doch der Nanoose-Wald wurde dabei ausgelassen. Zur Disposition steht nach Aussage des Mitglieds des Provinzparlaments für den Bezirk Parksville-Qualicum Ron Cantelon etwa ein Viertel des Waldgebiets.
Am 22. Dezember 2010 erhielt die Snaw-Naw-As First Nation die Erlaubnis zum Fällen eines Drittels der Baumbestände, eine Genehmigung für die Dauer von vier Jahren. Das Western Canada Wilderness Committee und einige Abgeordnete wollen weiterhin mit Vertretern der First Nation verhandeln. 17 der etwa 100
Mitte November 2011 wurden die ersten großen Bäume gefällt; ob die Zusage der Snaw-Naw-As, die alten Bäume (old growth) unangetastet zu lassen, eingehalten wird, und ob dies ihren Fortbestand sichert, ist umstritten. Am 1. April 2012 wurden die Maschinen wieder abgezogen. 2018 wurden in der Region erneut Waldgebiete im Umfang von 980,4 ha unter Schutz gestellt, darunter in Nanoose Bay südlich des Highway nahe dem Bonell Creek. Insgesamt standen damit 11.000 ha Douglasienwald unter Schutz.